# نور الحسين
الملكة نور الحسين (23 أغسطس 1951 -)، واسمها الأصلي ليزا نجيب الحلبي زوجة ملك الأردن الراحل الحسين بن طلال. والدها نجيب إلياس حلبي أمريكي من أصل سوري وأمها دوريس كارلكويست من أصل سويدي.
تهتم بالثقافة الأردنية و‌حقوق الطفل و‌المرأة، وتساهم في العديد من المنظمات غير الحكومية. وشاركت طلبة جامعة اليرموك بتأسيس مهرجان جرش للثقافة والفنون. كتبت مذكراتها ونشرتها بعام 2003 تحت اسم «وثبة الإيمان: مذكرات حياة غير متوقعة»، تحدثت خلالها عن حياتها منذ عقد قرانها على الملك الحسين بن طلال حتى وفاته.

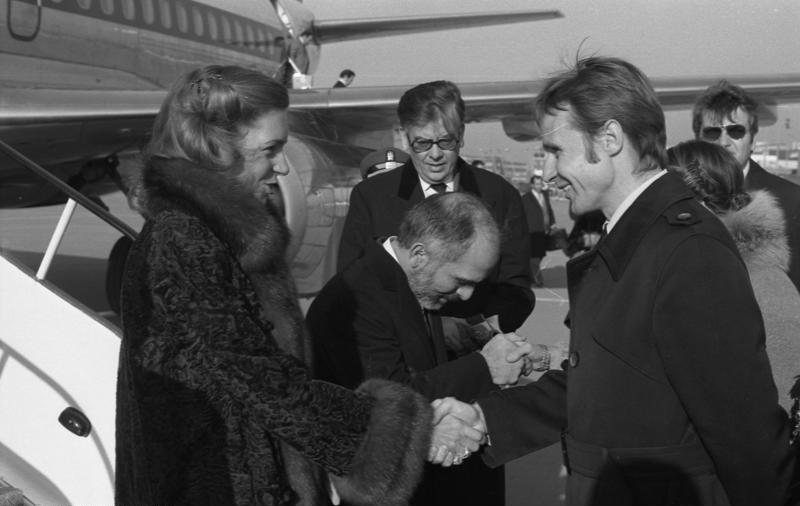
الملكة نور في هامبورغ، عام 1978

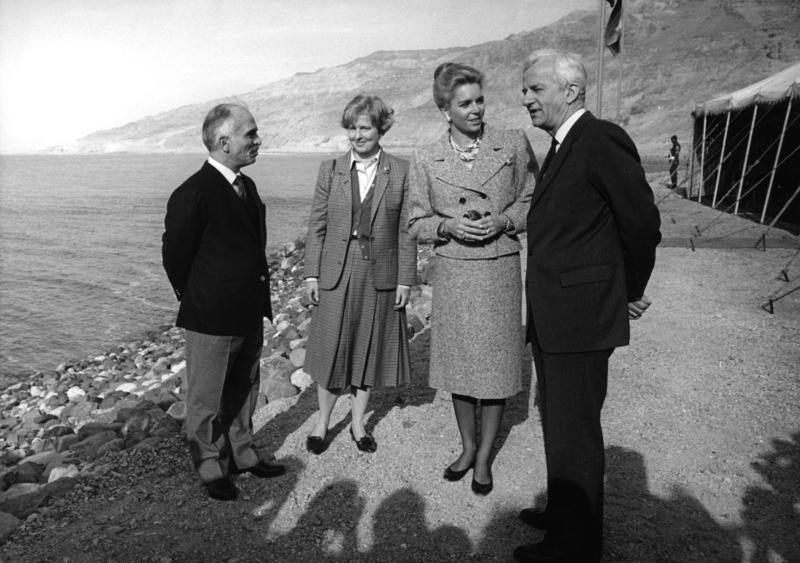
الملكة نور والملك حسين مع ريتشارد فون فايتسكر، رئيس ألمانيا, والسيدة الأولى في الأردن عام 1985

## حياتها

### دراستها وأعمالها
تلقت تعليمها في عدد من مدارس كاليفورنيا وواشنطن ونيويورك فقد درست في «المدرسة الكاتدرائية» الوطنية من المرحلة الرابعة إلى المرحلة الثامنة. وفي «مدرسة شابين» في مدينة نيويورك، إلى أن أنهت دراستها في «أكاديمية كونكورد» في ولاية ماساتشوستس، وفي سنة 1974 حصلت على البكالوريوس من جامعة برنستون في الهندسة المعمارية والتخطيط الحضري. وبعد أن أنهت دراستها شاركت في عدد من المشاريع الدولية في مجال تصميم وتخطيط المدن في الولايات المتحدة وأستراليا وعدد من بلدان الشرق الأوسط منها إيران والأردن، حيث بدأت سنة 1976 العمل في وضع التصاميم الشاملة لمرافق أكاديمية الطيران العربية التي تأسست في عمّان، ثم انضمت سنة 1977 إلى الخطوط الجوية الملكية الأردنية لتشغل منصب مديرة التخطيط والتصميم فيها.

### نشاطاتها

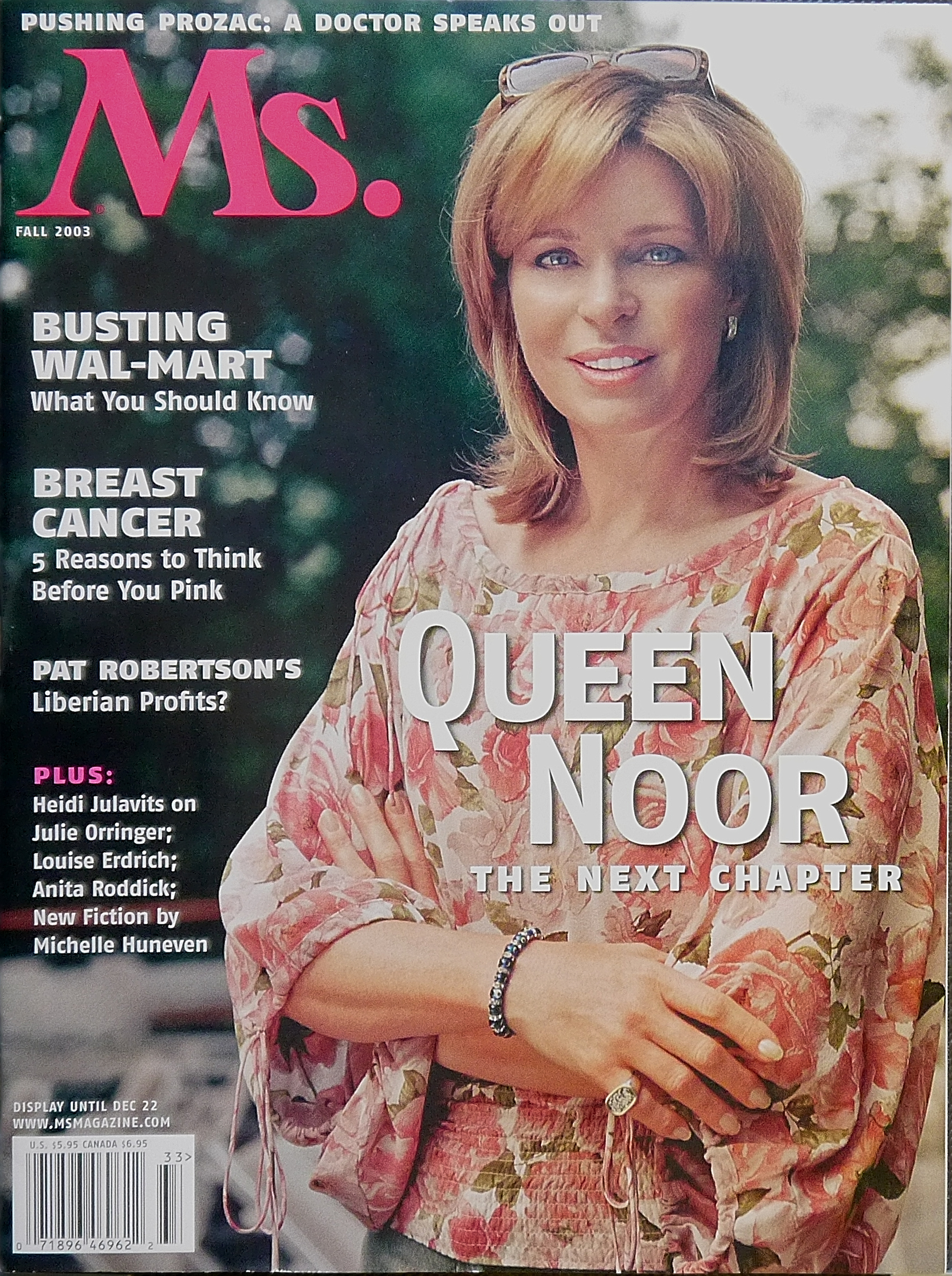

تتنوع وتتعدد اهتماماتها في مجالات التعليم والفن والوعي الثقافي وحماية البيئة والرفاه الاجتماعي والمحافظة على التراث المعماري والعناية بالطفل وتطوير دور المرأة في المجتمع، وتعزيز التفاهم بين الأردن والدول الأخرى. ومن الأعمال التي قامت بها:
- ترأس «المؤسسة الملكية للثقافة والتعليم»، وتنشط في أعمالها وخاصة في مجال تقييم احتياجات الأردن المستقبلية من القوى البشرية وإتاحة الفرص للطلبة الأردنيين الموهوبين لإكمال تعليمهم العالي في الخارج حيث توفر لهم المؤسسة المنح الدراسية والبعثات في مجال تخصصاتهم التنموية.
- تقوم برعاية الفنون في الأردن، حيث ساعدت في إقامة المركز الثقافي الملكي، بالإضافة إلى «المتحف الوطني للفنون الجميلة» في عمّان والذي يحتوي على مجموعات من الأعمال الفنية الأردنية والعربية والإسلامية والعالمية. كما قامت بدعم قطاع الحرف والمصنوعات اليدوية الأردنية وذلك بهدف تخليد المهارات والحرف التقليدية التي يتناقلها الآباء والأجداد.
- قامت بمشاركة مع طلبة جامعة اليرموك بتأسيس مهرجان جرش للثقافة والفنون، ورأست اللجنة الوطنية العليا للمهرجان.
- ترأس اللجنة الملكية للحفاظ على التراث المعماري.
- ترأس اللجنة الوطنية العليا لحماية البيئة، والتي تتضمن نشاطاتها وضع مشروع قانون جديد من شأنه حماية البيئة بصورة أفضل وإعادة تشجير الأشجار الأراضي في الأردن للحد من انجراف التربة والمساعدة في بعث الحياة البرية من جديد.
- أسست وبمبادرة منها مشروع الملكة نور لتخضير وتنمية الريف الأردني والذي يهدف إلى تطوير البرامج المتكاملة لرفع مستوى حياة المواطنين في الريف من خلال اللجان المحلية والمجتمعات الريفية.
- تشارك في في العديد من النشاطات التطوعية وبرامج الرفاه الاجتماعي، حيث إنها الرئيسة الفخرية «للجمعية الخيرية الأردنية لرعاية الصم»، كما تدعم الكثير من المؤسسات التي تعنى بالمعاقين.
- بتوجيهاتها تم تأسيس وإقامة قرية نموذجية للأطفال الأيتام، بحيث صممت القرية لتوفر لهم جوًا يشبه إلى أقصى حد ممكن حياة الأسرة الطبيعية. كما إنها تتولى الرئاسة الفخرية الفخرية «لجمعية قرى الأطفال (S.O.S)»، كما أنها تشكّل القوة الدافعة وراء الحملة الوطنية لتطوير المراكز الصحية الشاملة لرفع مستوى العناية بالأطفال في جميع أنحاء المملكة.
- أسست برنامج الثقافة العربية المشتركة الذي ما زالت تواصل الإشراف عليه، وهو برنامج سنوي يدعى من خلاله عدد من الأطفال من سائر أرجاء الوطن العربي لزيارة الأردن للتعرف عن كثب على التراث الأردني ولتعميق الروابط الحضارية والثقافية العربية المشتركة في نفوسهم.
- تتولى الرئاسة الفخرية «لنادي صاحبات المهن الأردنيات» و«نادي المرأة الأردنية العاملة» وذلك لتشجيع دور المرأة العاملة في مجال التنمية الاقتصادية والاجتماعية في الأردن مع المحافظة على التماسك القوي للروابط الأسرية ضمن الإطار الاجتماعي التقليدي في الأردن.
- تتولى الرئاسة الفخرية «لمعهد الملكة نور الفني للطيران المدني»، والذي يوفر التدريب وبمستويات دولية في مجالات الاختصاص المتعددة في الطيران المدني.
- لعبت دور رئيسي في تطوير جمعية الأردن في الولايات المتحدة، وهي مؤسسة أنشئت في واشنطن العاصمة من قبل شخصيات أمريكية.

## حياتها الخاصة

### أسرتها
في 15 يونيو 1978 تزوجت من الملك حسين وذلك بعد أن تعرفا أثناء عملها في الأردن، وأنجبا:
- الأمير حمزة (مواليد 29 مارس 1980).
- الأمير هاشم (مواليد 10 يونيو 1981).
- الأميرة إيمان (مواليد 24 أبريل 1983).
- الأميرة راية (مواليد 9 فبراير 1986).

### هواياتها
تهوى عدد من الرياضات مثل التزلج والتزلج على الماء والسباحة والإبحار وكرة المضرب، وركوب الخيل، بالإضافة إلى التصوير الفوتوغرافي. كما عرف عنها أنها كانت تهوى مشاركة الملك حسين بحماسه للطيران.

## الأوسمة والتكريم

### التكريم في الأردنالأردن
- : وشاح الفارس الكبير (الدرجة الخاصة) with Collar of the وسام الحسين بن علي[4][5][6][7]
- : درجة الفارس من وسام الاستحقاق العسكري[8][9]
- : وشاح الفارس الكبير (الدرجة الخاصة) وسام النهضة[6][8]
- : الوشاح الكبير من الدرجة الأولى من وسام الكوكب الأردني[8]

### التكريم في الخارج
- النمسا: Grand Star of the وسام الشرف للخدمات المقدمة إلى جمهورية النمسا[6][10]
- بروناي: Dame Grand Cross of the Order of the Royal Family of Brunei, Special Class  [لغات أخرى]‏[6]
- الدنمارك: Knight of the وسام فرسان الفيل[6][11]
- مصر: Grand Cross of the نيشان الكمال[6]
- فرنسا: Grand Cross of the وسام جوقة الشرف[8]
- إيطاليا: Grand Cross of the وسام استحقاق الجمهورية الإيطالية[6][8][12]
- لوكسمبورغ: Dame Grand Cross of the نيشان الأسد الذهبي لآل ناساو
- إسبانيا: Dame Grand Cross of the نيشان كارلوس الثالث[13]
- إسبانيا: Dame Grand Cross of the وسام إيزابيلا الكاثوليكية[14][15]
- السويد: Member of the وسام سيرافيم[6]
- المملكة المتحدة: Dame Grand Cross of the وسام القديس يوحنا[6][8]

## وصلات خارجية
- (بالإنجليزية) الموقع الرسمي للملكة نور
- موقع مؤسسة نور الحسين
- (بالإنجليزية) كتاب وثبة الإيمان للملكة نور من موقع أمازون.كوم (ISBN 0-7868-6717-5).
- مقتطفات مترجمة من كتاب وثبة الإيمان.
- (حياة غير متوقعة)... مذكرات الملكة نور- مجلة العربي.